# Hupas
Cet article concerne le peuple hupa. Pour la langue hupa, voir hupa.

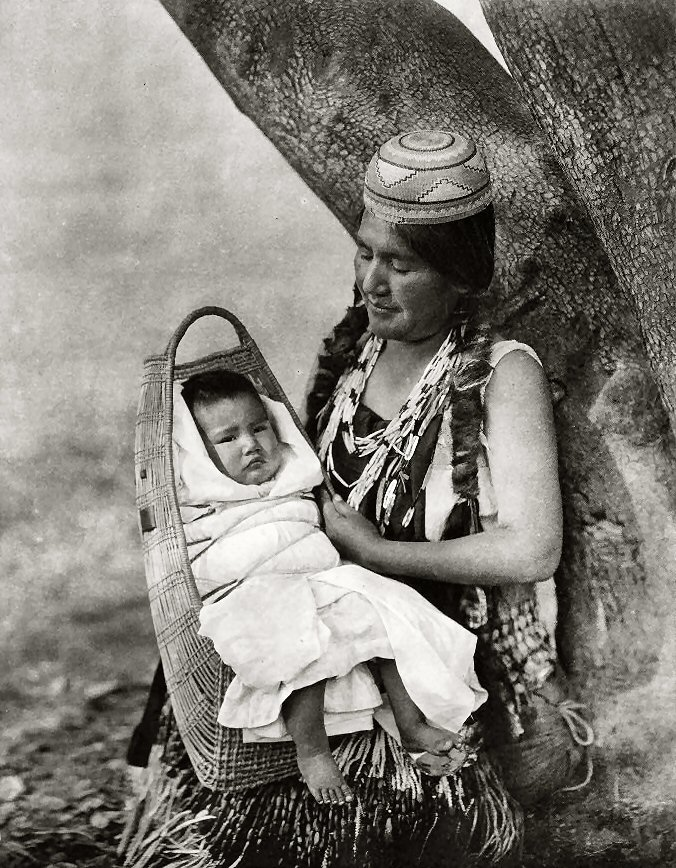
Une mère hupa et son enfant, photographiés par Edward S. Curtis en 1924.

Les Hupas ou Hoopas sont un peuple amérindien de la famille linguistique na-dené au nord-ouest de la Californie. Les Hupas se nomment eux-mêmes « Na:tini-xwe » ce qui signifie à peu près « peuple des deux côtés du chemin ».
Les Hupas sont l'un des rares peuples amérindiens qui vive encore sur son territoire originel. La réserve de la Vallée Hupa a été créée en 1864 et constitue la plus grande réserve en Californie. Les Hupas ont en général vécu pacifiquement avec les peuples voisins des Wiyots, Yuroks et Wailakis, obtenant d'eux les biens qu'ils ne possédaient pas ou ne pouvaient fabriquer, comme du sel ou des coquillages.

## Mode de vie
Les Hupas étaient des chasseurs et des pêcheurs. Les plus importantes sources de nourriture étaient la cueillette des glands de 'Notholithocarpus densiflorus' et la capture des saumons. Les saumons étaient capturés lors de leur migration au début de chaque année. Les zones de capture n'étaient pas libres d'accès, chacune appartenait à une famille et ne pouvait être utilisée sans l'accord de ses membres. Pour pêcher, les Hupas se servaient de pirogues de bois de cèdre ou de séquoia et construisaient des barrages à poissons et des nasses. Ces installations exigeaient d'assez gros efforts et les prises obtenues étaient partagées entre les participants. Le surplus de nourriture permettait aux Hupas un mode de vie sédentaire sans agriculture.
Proches culturellement des Yuroks, ils commerçaient avec eux, échangeant des glands et des aliments de l'intérieur du pays contre des canoës de séquoia, des poissons d'eau salée, des coquillages et des algues. Ils se mariaient parfois avec eux et fréquentaient réciproquement leurs cérémonies respectives.